# 홀드 (야구)
홀드(hd/hold)란, 세이브 규칙을 준수하여 해당 조건을 충족시키고 경기 도중 물러난 구원투수에게 홀드를 기록한다.
중간계투로서의 승리에 공헌한 투수들의 가치를 인정하자는 시도에서 1986년 메이저 리그에서 고안되었고, 일본 프로 야구는 1996년부터 퍼시픽 리그에서, 2005년부터 센트럴 리그에서 채용되었으며 이후 규정을 통합, 공식적으로 인정되는 기록은 2005년 시즌 기록부터이다. 대한민국은 2000년부터 공식기록으로 인정하였다. 메이저 리그에서는 현재까지 공식 기록으로 인정되지 않는다.

## 규정
KBO가 공식적으로 명시한 홀드 규정은 다음과 같다.
1. 세이브 규정에 준해 해당 조건을 갖추면서 도중에 물러난 투수에게 ‘홀드 1’을 준다.
2. 조건만 충족하면 여러 명의 투수에게도 ‘홀드 1’을 준다.
3. 위의 조건만 충족하면, 그 다음의 후속 투수가 점수를 내주어 동점 및 역전이 되었다고 해도 ‘홀드 1’을 준다. 그러나 이닝 도중에 주자를 남겨 놓고 물러난 때에는 그 주자가 후속 투수에 의해 동점 및 역전이 되었다면 제외한다.
4. 승리투수, 패전투수에게는 홀드를 주지 않는다.

## 특이사항
- 일본프로야구에서는 팀이 비기고 있는 상태에서 등판하여 실점없이 비기고 있는 상태를 유지한 상태로 교체된 경우에도 홀드가 주어진다.

## 같이 보기
- 야구 기록